# Wu Zetian
Pour les articles homonymes, voir Wu.
Cette page contient des caractères spéciaux ou non latins. S’ils s’affichent mal (▯, ?, etc.), consultez la page d’aide Unicode.
Sauf précision contraire, les dates de cet article sont exprimées dans le calendrier julien.
Dans ce nom chinois, le nom de famille,  Wu , précède le nom personnel.
Wu Zetian (chinois simplifié : 武则天 ; chinois traditionnel : 武則天 ; pinyin : Wǔ Zétiān ; Wade : Wu³ Tse²-t'ien¹), née le 17 février 624 à Lizhou et morte le 16 décembre 705, fut la seule impératrice régnante de toute l'histoire de Chine,. Alors que le titre et la fonction d'empereur de Chine étaient exclusivement réservés aux hommes, Wu Zetian fonda sa propre dynastie, la dynastie Zhou (周) deuxième du nom, régnant sous le nom d'« empereur saint et suprême » (聖神皇帝, Shèngshén huángdì) de 690 à 705.
Elle est décrite comme une femme dite dotée d'un grand charme et d'un tempérament ferme. Son ascension vers le trône sur un chemin d’intrigues constellé de sang, et son règne marqué par la terreur et de nombreux outrages à la tradition, furent l’objet de critiques virulentes des historiens confucianistes. Les annales des Tang hésitent entre le silence sur son long règne et l’entretien à son sujet d’une légende noire. Certains aspects en ont été réévalués à partir des années 1950, notamment par les historiens communistes.

## Les origines de Wu Zetian
L’époque des Tang était une époque relativement libre pour les femmes de Chine. Parce que la culture et l’éducation se transmettaient alors plus généreusement aux filles, il ne fut pas rare de voir des femmes contribuer aux arts picturaux, poétiques ou littéraires voire à la politique. Il n’est donc pas étonnant que la future impératrice ait été initiée aux œuvres classiques, à la peinture, la danse, la musique et à la poésie. La tradition la fait naître en 625 à Chang an, capitale de l’Empire mais les annales indiquent que son père était magistrat dans le Sichuan lors de sa naissance.
Son prénom n'est pas mentionné dans les annales officielles. Comme elle se donna plus tard le nom de Wu Zhao (武曌), pour lequel elle fit créer un caractère jusqu'alors inexistant, on a avancé l'hypothèse qu'elle avait été prénommée Zhao (照).
Son père, Wu Shiyue (武士彠) (577-635), un maître d'œuvre, avait su se faire des relations dans l'exercice de son travail. Il avait ainsi accédé à un poste de sous-officier, puis s'était distingué lors de la campagne militaire de 617, obtenant finalement le titre enviable de duc de Taiyuan[réf. nécessaire] (太原郡公, Tàiyuán jùngōng) (Shanxi), région d'origine de la famille Wu (Wenshui 文水, district de Bingzhou 并州). L'empereur Gaozu lui aurait fait épouser en secondes noces une femme approchant la quarantaine, fille d'un parent de la famille impériale Sui nommé Yangda (楊達). Elle donna le jour à trois filles dont Wu Zetian. Devenue veuve, il semble qu'elle n'ait guère reçu de soutien de la part de sa famille d'origine et encore moins de ses demi-frères[réf. souhaitée].
La famille Wu s'était élevée au-dessus de la condition ordinaire, mais l'ascension du père était trop récente pour en faire une authentique grande famille. C'est donc en concubine de modeste extraction aux yeux de la cour qu'à douze ans elle accède au harem de Taizong avec le grade de « talentueuse » (才人, cáirén), l'un des plus bas. 

## De concubine à impératrice
Selon la tradition, elle reçoit un nouveau prénom : elle sera désormais Mei (媚). Il semble que, dès cette période, elle entretînt une relation privilégiée avec le prince héritier Li Zhi, futur empereur Gaozong. Le 10 juillet 649, l’empereur décède des suites d’une longue maladie contractée en 645 et toutes les « veuves » sans enfant, dont Wu, sont envoyées dans un monastère. Elle restera au temple de Ganyesi (感業寺) jusqu’à ses 28 ans, c'est-à-dire pendant environ trois ans. 
Pour les sinologues Danielle Elisseeff et Barbara Benett Peterson, ce n’est qu’à l’occasion d’un pèlerinage dans ce temple que le jeune empereur Gaozong remarquera Wu pour la première fois, déplorant que « la rigueur de la tradition gâche sans discernement les richesses de la nature », mais il est permis de douter d’une rencontre aussi romanesque qu’improbable, juste à la fin de la période de deuil. Quoi qu'il en soit, en tant qu’ancienne concubine de son propre père, il ne saurait en faire la sienne sans commettre d’inceste selon la tradition chinoise, mais à cette époque, la cour des Tang subissait l’influence des coutumes « barbares » (le lévirat mongol). « Chez les nomades, on n’écartait jamais les femmes ; le mâle survivant, frère ou fils, les prenait toutes en charge », au point que le tabou d’un tel procédé était sinon effacé, du moins bien diminué. Par ailleurs la première épouse, l'impératrice Wang (王皇后, Wáng huánghòu), issue de la famille Wang, craignait l’influence de Xiaoshufei (蕭淑妃), la seconde épouse, auprès du Fils du Ciel, d'autant plus que l'impératrice, encore stérile, en voulait « à la terre entière » et craignait que le jour où le Fils du Ciel désignerait son successeur ne marquât la fin de son titre. Elle voit alors en Dame Wu, dont elle sait la beauté remarquée et dont son mari lui aurait vanté les charmes inemployés, un moyen de disgracier la deuxième. Elle la fait donc sortir de sa retraite forcée[réf. souhaitée].
C'était, semble-t-il, une belle grosse femme dont on peut découvrir aujourd'hui le visage replet dans une niche des grottes de Longmen, à Luoyang, Henan. Ses caractéristiques physiques semblent refléter ou infléchir le modèle de l'esthétique féminine en vigueur, sous les Tang et les Cinq Dynasties, depuis son règne.

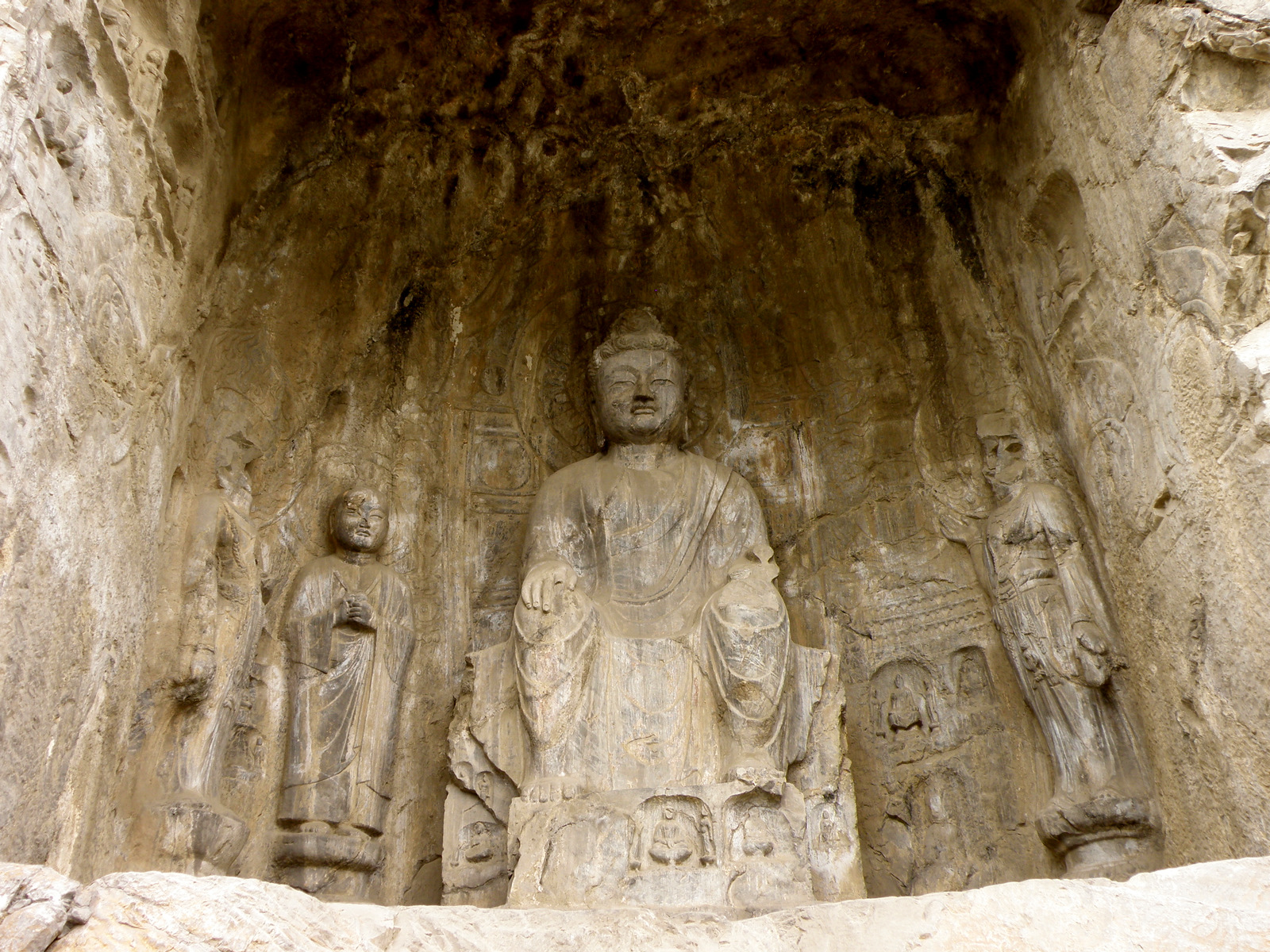
Maitreya au visage attribué à Wu Zetian. Grottes de Longmen.

Quand le jeune empereur Gaozong l'a revue, il serait devenu fou au point de négliger les questions de sa succession. Il chasse les conseillers opposés à son engagement avec cette femme, et l’accueille dans son gynécée à nouveau avec le rang de cairen (才人, cáirén). Dans un premier temps, le projet de la première fonctionne et Xiaoshufei tombe en disgrâce. Mais elle sous-estime l’ambition de Wu. Depuis son retour au palais à 28 ans, elle a consacré beaucoup de temps à nouer des alliances au sein du palais. Tandis que sa faveur auprès de Gaozong grandit, elle se tisse un réseau de fidèles et rallie les ennemis de l'impératrice. Toujours concubine, son grade s'est élevé cependant. Accédant au rang de zhaoyi (昭儀, zhāoyí), elle est désormais la cinquième dame du palais dans la hiérarchie du gynécée, et la première pour l'influence auprès de Gaozong. 
Toutefois, son premier enfant est une fille, qui meurt immédiatement après la visite de l'impératrice, et c'est l'empereur, qui lui rend visite juste après, qui découvre le bébé mort. La cause du décès n'est pas prouvée, mais Wu Zetian aurait étouffée de ses propres mains le bébé. Wu est surprise (ou feint la surprise) en laissant accuser ses suivantes qui rejettent la faute sur l'impératrice. L'impératrice est répudiée, et Wu Zetian prend sa place. Apprenant que l'empereur continue de la visiter en secret, elle fait couper les mains et les pieds à sa rivale.
Dame Wu aurait néanmoins passé par la suite ses nuits à pratiquer des rituels magiques pour se débarrasser des deux fantômes dont elle se croyait hantée. Elle avait toutefois obtenu ce qu'elle souhaitait : l'Empereur lui accorde la place tant convoitée de première épouse malgré les objections des conseillers, qui lui donnèrent alors le titre de Zetian, littéralement : « selon la volonté du Ciel ». Elle est alors âgée de 32 ans. Depuis le retour du monastère, il ne lui aura fallu que quatre ans pour parvenir au plus haut degré de l’État accessible à une femme. Ce n'est cependant pas la fin de son ascension, malgré les limites que lui imposerait son statut de femme dans la Chine de l'époque.

## D'impératrice consort à impératrice régnante
Par la suite, son ascendant sur l’empereur ne fera que s’accroître, à mesure que la santé fragile de l’empereur commence à se dégrader, cinq ans après que Wu Zetian ait commencé à siéger à ses côtés. À la cour, elle gagne de l'importance en faisant tuer les mandarins qui s'opposent à elle.
Elle s'illustre en repoussant les traditions confucianistes qu'elle ressent comme une insulte et une humiliation[réf. souhaitée]. C'est au cours du rituel de sacrifice fengshan (封禪, fēngshàn) de l’année 666 qu'elle saisit l'occasion de le signifier à la cour. En effet, traditionnellement, l’empereur effectue chaque année un rituel sacrificiel au ciel et à la terre, destiné à attirer la bienveillance céleste sur les récoltes de l'empire. Mais Wu Zetian fait valoir que si le ciel est associé au masculin selon les croyances en vigueur, la terre est associée au féminin. Elle déclare donc que c'est à une femme de procéder au sacrifice à la terre. C'est un mouvement adroit de sa part : rien dans la tradition ne mentionnait la nécessité qu’un sexe ou l’autre procédât au rituel, qui était l'attribution exclusive de l'Empereur, seul lien entre le Ciel et la Terre. Aucun des conseillers, ni des lettrés impériaux par conséquent, ne peut s'y opposer frontalement. Et dans ces conditions, l'empereur tranche en faveur de la demande de Wu Zetian : il abandonne le rituel de la terre, permettant ainsi chaque année à Wu Zetian de montrer son importance et sa nécessité au bon fonctionnement de l’Empire. Une autre de ses réclamations concerne le titre de l’impératrice ; arguant que l’Empereur est appelé Fils du Ciel (天子, Tiānzǐ), son alter ego féminin devait être appelée logiquement Impératrice Céleste (天后, Tiānhòu). Encore une fois, elle ne rencontra pas d'opposition.
Dans un document résumant ses « douze propositions » (建言十二事, jiànyán shí'èrshì), elle liste plusieurs suggestions politiques assez variées : elle préconise une baisse des impôts, des efforts en direction de l'agriculture, l'encouragement de l'expression des opinions de différentes sources. Elle a aussi œuvré pour l'amélioration du statut des femmes.

### Une impératrice féministe?
D’après Sherry J. Mou, si elle se montre particulièrement cruelle envers ses opposants, elle n'est jamais « proto-féministe » à travers les réformes sociales que son gouvernement promulgue. Elle fait pourtant beaucoup pour les femmes, leur éducation, leur bien-être et leur accès aux examens et aux postes officiels. Ses « douze décrets » ou « douze propositions » disposent, dès 674, qu’il faut harmoniser les relations entre belles-sœurs, organiser des funérailles publiques pour les femmes sans-abri, prendre soin des veuves, organiser des centres de soins pour femmes, des hospices pour vieilles femmes, des maisons pour les jeunes filles et des temples pour les nonnes vouées à la chasteté. La proposition la plus significative, ou du moins celle qui provoqua le plus les autres membres de la cour fut l’augmentation à trois ans de la période de deuil pour rendre hommage à la mort de la mère, à l’égal de celle du père, que celui-ci fut vivant ou non. Wu Zetian ne parvient d'ailleurs à imposer ce décret qu'au moyen de pressions pécuniaires.
Mais malgré les oppositions et les débats qu'elle suscite, la nouvelle impératrice se fait également remarquer sous un jour différent : très impliquée dans la gestion politique, elle soutient de nombreux projets et réformes d'ordre social. Entre autres : une baisse des impôts pour encourager le travail agraire des hommes et la sériciculture des femmes, ainsi qu'une opposition aux corvées qu’elle souhaite proscrire (simples travaux de voirie ou service militaire). Elle veut aussi diminuer l’importance de l’armée, afin de la garder seulement comme un moyen d’« éducation morale » pour le peuple. Elle favorise une plus libre expression des critiques, dans le but de mieux repérer ses contestataires.

### Derniers renforcements du statut
Afin de parachever la promotion sociale de sa famille, elle fait inscrire le clan Wu parmi ceux de première importance dans les registres des « Grandes Familles » (姓氏錄, xìngshìlù) en changeant le « Livre des Clans » en « Livres des Noms » ; contre les traditions impériales.
Des quatre fils qu'elle a donnés à Gaozong, les deux premiers sont très appréciés de l'empereur et des ministres. Ils seront successivement désignés prince héritier, mais Wu Zetian les écarte du pouvoir. L'aîné, Li Hong (李弘), meurt empoisonné, le second, Li Xian (李賢), est assassiné après avoir été dégradé et banni. C'est à leur mère que les historiens chinois attribuent ces morts.
Le troisième fils, plus acquis à sa mère, accède à son tour au rang de prince héritier. Il devient un temps empereur à la mort de son père en 683 sous le nom de Zhongzong (唐中宗), mais Wu Zetian reste chargée de la politique comme Gaozong l'avait stipulé dans ses dernières volontés. Peu après, Zhongzong, prenant trop de liberté au goût de sa mère, est démis par elle et remplacé par son jeune frère, Ruizong (唐睿宗). 

### Mort de l'Empereur Gaozong
Les Annales de la Cour racontent comment l'épuisement chronique du jeune empereur évolua en une  maladie qui lui coûta la vie : « Sa tête enfla et il devint comme aveugle. Son médecin offrit de ponctionner les parties tuméfiées. Wu Zetian s’écria que porter la main sur la face de l’empereur était un crime de lèse-majesté passible de mort. Le médecin tint bon, pratiqua les ponctions et la vue de l’empereur se dégagea […]. Feignant alors d’être ravie, elle courut chercher cent pièces de soie qu’elle offrit elle-même par brassées au médecin. Mais un mois plus tard, on apprit que l’Empereur était retombé soudainement malade et qu’il venait de décéder sans témoin (27 décembre 683) ». Selon une interprétation répandue de ce passage, il est envisageable que les auteurs laissent planer un soupçon sur la responsabilité de Wu Zetian dans la mort de l’empereur.

### Un «destin écrit d'avance»
Wu Zetian prépare d'ores et déjà son accession à la position d'empereur. Elle change le nom de Luoyang en Shendu (神都, Shéndōu), dévoilant ainsi son intention de déplacer la capitale de l'empire, et attribue de nouveaux titres aux fonctionnaires du palais. L'intention qui se cache derrière ces transformations n'échappe pas à un certain nombre d'opposants qui cherchent à y mettre fin. En 684, elle doit faire réprimer une révolte menée par Xujingye (徐敬業), un dignitaire banni.
Cherchant déjà une légitimation spirituelle, en avril 688 Wu Zetian commence sa propagande personnelle : elle demande à son neveu du clan Wu de faire graver une stèle de huit caractères (聖母臨人，永昌帝業, shèngmǔ línrén, yǒngchāng dìyè) où on peut lire : « La sage mère est descendue sur la terre » également traduit : « avènement d'une sainte mère qui reprendra avec éclat la fonction impériale ». Puis elle fait en sorte que la stèle soit trouvée dans la rivière Luo, dont serait jadis « sortis » dit-on les symboles du Yi Jing. Ses partisans voulurent accréditer l'idée que Wu Zetian était investie du Mandat Céleste. Elle change alors le nom de l'ère en Yongchang (永昌) : éternité et prospérité ; il y aura ainsi dix-huit changements d'ère durant son règne. Elle se fait attribuer par Ruizong et les ministres l'appellation révérencielle de « Sainte mère et empereur divin » (聖母神皇, Shèngmǔ shénhuáng). Pour mieux imprimer sa marque, elle fait également créer par le lettré Zong Qinke une dizaine de nouveaux caractères qui devront remplacer les sinogrammes d'origine.
Enfin en 690, le jour de la fête du double neuf, elle dégrade Ruizong au rang de simple prince héritier et s’auto-proclame « empereur de la dynastie Zhou » (周), prétendant descendre de l'antique dynastie Zhou, dont elle fait le premier roi, Wenwang, le fondateur de sa propre dynastie sous le nom d'empereur Shizuwen (始祖文皇帝, Shǐzǔwén huángdì). Quant à son propre père, elle le fait nommer empereur Xiaoming (孝明高皇, Xiàomíng gāohuáng) à titre posthume et prend elle-même le nom de règne d’empereur Shengshen (聖神皇帝, Shèngshén huángdì). Son neveu préféré, Wu Chengsi (武承嗣), reçoit également un titre.

## Wu Zetian et le bouddhisme
Après avoir été nommée impératrice en 690, elle se fait décerner le titre de « Roue d’or, Divine Impératrice de Sagesse ». Ses titres varièrent au cours des années : la Roue d’or Éternelle, la Divine Roue d’or Douée, et même Maitreya, c'est-à-dire le Bouddha-à-venir, sorte de Messie Bouddhique. La nouvelle fut colportée par l’entremise des moines qui, la même année, écrivent un commentaire du Sutra du Nuage Supérieur dans lequel ils présentent l’impératrice comme l’incarnation terrestre de Maitreya. Wu Zetian fait alors construire le Monastère du Nuage Supérieur où Maitreya allait être l’icône la plus représentée. Le bouddha géant de Dunhuang, site appelé aussi grottes de Mogao ou grottes des 1000 bouddhas (patrimoine mondial de l’UNESCO depuis 1987) dans la grotte no 96 est dit-on représenté avec les traits de l’impératrice et le bouddha Vairocana de la grotte de Fengxian à Longmen sont autant de reliefs du règne très marqué par le bouddhisme de Wu Zetian. 
Le bouddhisme trouve un puissant promoteur en l’Impératrice Wu Zetian. En cooptant le bouddhisme, Wu contrebalance le taoïsme qu’embrassait totalement le clan royal d’alors, une manière pour elle de s’affranchir encore de la légitimité de la famille royale Li, le clan fondateur des Tang, en allant chercher dans sa propre famille les fondements de son Empire. Victime des moyens par lesquels elle s'est hissée au sommet de l’empire - la superstition - elle craignait toujours les présages et les augures autant que les traîtrises et les coups d’État. De 401 à 690, le Shazhou Tujing (沙州圖經, « Géographie du district de Sha ») enregistre trente présages de bon augure dont dix sous le règne de Wu Zetian : une forte concentration quand son règne effectif n’a pas duré trente ans. Au moment de sa prise de règne par exemple, de nombreuses provinces signalent que des poules se sont changées en coqs, comme pour marquer l’accord du ciel à son coup d’état.
L’intérêt de Wu Zetian pour le bouddhisme est peut-être sincère et pas uniquement politique : Wu Zetian fait faire plusieurs milliers de copies du Sūtra du Lotus à la mort de sa mère afin que les moines de tous les temples de l’Empire se recueillent dans un deuil bouddhique. En 657, la cour impériale publie un décret qui dispense les moines de rendre hommage à leurs parents ; c'est un changement marquant : à l'opposé du cadre familial du confucianisme, très présent dans le pays, le bouddhisme impose aux moines de quitter leur famille et de pratiquer l’abstinence sexuelle. Puis, cinq ans plus tard, elle change de politique : la cour décrète à nouveau que les moines doivent rendre les hommages coutumiers à leurs parents. Une première supposition à cette décision serait que Wu Zetian a dû céder aux pressions des conservateurs; tandis qu'une seconde la dépeindrait comme envisageant sa propre fin, et donc, à son fils et son éventuel hommage posthume - le règne de Wu Zetian ayant fortement renforcé le deuil de la Mère dans la piété. En 684, la cour décide que la mère de Laozi serait vénérée comme l’Impératrice Choisie des Anciens Temps (先天太后, xiāntiān tàihòu). Autre fait marquant : elle accorde son soutien au pèlerin Yin Ling qui ramène des textes sanscrits après une pérégrination de 24 années et qui consacra le reste de sa vie à traduire les textes qu’il avait ramené.
Cependant, l'année 695 marque un tournant dans l’attitude de Wu Zetian vis-à-vis du bouddhisme ; elle abandonne cette année le titre de Maitreya qu’elle ne portait alors que depuis sept mois ; pour se concentrer davantage sur l’aspect méditatif et scolastique de cette spiritualité, sous la tutelle de Fa Xiang (643-712) et Shen Xiu (600-706), respectivement des courants Huayan et Chan. Mais, comme les fidèles de Confucius, les bouddhistes lui refusent une totale égalité sexuelle. En effet, selon le Sūtra du Lotus chapitre 11 : « Apparition d'un temple » :
« [...] C'est qu'une femme ne peut obtenir, même aujourd'hui, les cinq places. Et quelles sont ces cinq places ? La première est celle de Brahmâ ; la seconde, celle de Çakra ; la troisième, celle de grand roi ; la quatrième, celle de monarque universel ; la cinquième, celle d'un être d'Éveil incapable de retourner en arrière. »

## Wu Zetian et le taoïsme
Jusqu’en 687, elle accorde une importance marquée au taoïsme dont les conceptions sur les pratiques sexuelles justifient, pour la préservation de sa santé, qu’elle ne se contente pas de l’empereur et se constitue, à l'instar des empereurs hommes, un harem à sa convenance[réf. nécessaire]. Néanmoins, en 686, de nombreuses protestations  visant le « matriarcat » aurait commencé à modifier sa position[réf. nécessaire]. Certains spécialistes de l’Histoire des Tang[Lesquels ?] évoquent une rumeur selon laquelle les autorités bouddhistes l’auraient acquise à leur cause en lui envoyant un moine qui lui expliqua les principes de la métempsycose et des Trois illusions, de sorte que l'impératrice pense être la réincarnation d’un bodhissattva. Sûre de renaître un jour dans le Paradis de l’Ouest, son ambition se décuple : en 688, profitant de la rébellion des princes de sang, instiguée par Lo-Ping Wang, elle fait mettre à mort du même coup, selon les Annales, plus de 3 000 personnes au sein de la famille royale.
Mais voyant sa santé décliner, elle retourne dix ans plus tard vers les moyens de préservation de la vie professés par le taoïsme[pas clair] et fait rénover le temple de l'immortel Wang Zijin.

## Sa politique intérieure et extérieure
Elle continue de mettre en place sa politique autocratique, entre despotisme et décisions plus modérées.
Elle fait revenir le recrutement des fonctionnaires à une sélection sur examen, dont l'instauration avait été ébauchée sous les Sui ; système dans lequel l'origine familiale du candidat n'est plus un critère. De manière générale, elle recrute et promeut ses conseillers et ministres sans considération de l'appartenance clanique. Sur l'avis d'un conseiller, elle met en place un système (銅匭, tóngguǐ) de délation, sous la forme de quatre urnes placées au palais où l'on peut venir déposer des messages avertissant de situations mettant le régime en danger. Un document précise que ces informateurs doivent être traités avec égard lors de leur voyage vers et depuis la capitale. 
Parallèlement, elle emploie des « inquisiteurs » (酷吏, kùlì) chargés d'obtenir des informations de ses ennemis, sans restriction de méthode - ce qui les autorise à pratiquer la torture - et de les exécuter. Parmi ces ennemis, se trouvent en particulier les membres et partisans du clan Li, fondateur des Tang. Ce régime subsistera une dizaine d'années, à l'issue desquelles Wu Zetian fera exécuter les inquisiteurs eux-mêmes pour se laver aux yeux de l'opinion de sa part de responsabilité dans cette institution.
C’est par ailleurs sous son règne que la Chine recouvre en 692 les quatre garnisons du Tarim : Kartcha, Karachahr, Kachgar et Khotan ; en réponse, les Turcs attaquent sans relâche les provinces du Shanxi, du Shaanxi, du Gansu et du Hebei. Presque chaque année, les Kouchans mènent des razzia sur la Chine de l’Ouest. « En ce temps-là, chez nous, les esclaves étaient eux-mêmes propriétaires d’esclaves tant nous avions fait d’expéditions victorieuses »; cette inscription Turque de Kocho-Tsaïdam témoigne de l'état répété des attaques menées contre la Chine. L'impératrice Wu comprit la nécessité d'apaiser les Turcs pour faire cesser les razzias et gagner un appui contre les ennemis de l’ouest. Mais le souverain turc Bèktchor renvoie l’ambassade dépêchée sur place, en proposant d'unir sa fille au neveu de Wu Zetian. Il n'acceptera de réserver sa fille à l’empereur qu'il estime légitime, et exige que ce dernier soit restauré. L’impératrice feint alors de reconnaître les droits de son fils Zhonggong, mais continue de régner en autocrate.

## Vers une dynastie propre
Néanmoins, un obstacle inhérent aux conceptions sociales et familiales de son rang remet encore en question sa suprématie complète : si une femme peut de son vivant se débarrasser de la famille de son mari et diriger seule un pays, une fois morte, elle se range immanquablement parmi les ancêtres du clan marital et non de son clan de naissance. Or, Wu Zetian souhaite obtenir la reconnaissance intégrale de sa position, y compris après sa mort. Depuis son accession au trône, elle œuvre à l'effacement de la famille Li. Cette logique la conduit au népotisme : elle promeut les hommes de son clan d'origine, Wu, à des postes de plus en plus importants, et elle est un moment tentée de désigner un de ses neveux, Wu Chengsi (武承嗣) héritier à la place d'un de ses fils. Toutefois, celui-ci étant lié au clan Li, il la disqualifierait de sa place dans la lignée des empereurs fondateurs d'une dynastie appartenant aux Wu. Elle choisit donc finalement de laisser son nouvel empire Zhou à ses fils, héritiers des Tang. Âgée de 74 ans, elle rassemble ses enfants survivants et leur fait part de sa décision de nommer prince héritier l'aîné des deux fils survivants.

## La fin
En 704, elle tombe malade et ne peut plus rencontrer ses ministres. Une nouvelle rébellion a lieu en 705, menée par le premier ministre Zhang Jian (張柬) qui l'oblige à abdiquer le 22 février en faveur de l'héritier, lequel restaure la dynastie Tang. Un important objectif de ce coup d'État était de mettre fin aux agissements de deux favoris, les frères Zhang Yizhi (張易之) et Zhang Changzong (張昌宗), accusés d'être ses amants. Malgré plusieurs stratégies pour éviter de perdre le trône, y compris des tentatives d'intimidation de son fils, Wu Zetian ne peut pas tenir tête à tous ses opposants. Wu Zetian se retire au palais de Shangyang (上陽宮) au sud-ouest de Luoyang. Son fils lui décerne à titre symbolique le titre de « Grand et saint empereur Zetian » (則天大聖皇帝, Zétiān dàshèng huángdì).
Elle meurt peu après, en décembre 705. Dans l'unique document existant qui pourrait présenter ses dernières volontés - bien que son authenticité ne soit pas certaine -, elle demande que le titre d'empereur décerné par Zhongzong soit transformé en « impératrice » et qu'on l'enterre en tant que telle auprès de Gaozong. Elle rend leur position aux familles de l'impératrice Wang et de Xiaoshufei, ainsi qu'aux fonctionnaires et ministres démis pendant le régime des inquisiteurs. Son nom posthume changera plusieurs fois pour se fixer en 749 : « Impératrice Zetian Shunsheng » (則天順聖皇后, Zétiān shùn shèng huánghòu).

## Sépulture
Sa dépouille repose dans le mausolée de Qianling.

## Vision académique et présence dans la culture
Les historiens Edwin O. Reischauer et John F. Fairbank écrivent à son sujet : « en tant qu’usurpatrice et en tant que femme, elle fut sévèrement condamnée par les historiens chinois, mais fut en fait un dirigeant fort et capable ».
- L'Encyclopediae universalis de 1968 adopte un autre point de vue : « [Le pouvoir Impérial] commence à être menacé à la suite de l’usurpation de l’impératrice Wu Zetian qui […] fonde la nouvelle dynastie des Zhou (690-704) ; cette période se trouve englobée dans celle des Tang par l’histoire traditionnelle. Après avoir éliminé la famille régnante et transféré sa capitale à Luoyang, Wu Zetian cherche à s’appuyer sur une nouvelle classe d’administrateurs. […] Sous son règne, les concours de recrutement commencent à assurer une fonction importante dans les systèmes politiques chinois alors que depuis les Han les examens n’avaient joué qu’un rôle secondaire dans le recrutement et la promotion des fonctionnaires »[14].

- Dans son Livre Chine, Charis Chan en fait le portrait suivant : « Après la mort de Taizong, la cour fut dominée par une femme au caractère impitoyable qui à force d’intrigues sut s’élever du rang de concubine à celui d'impératrice. Pendant quelques années, elle se contenta de régner en coulisse, manipulant à son gré l’empereur, avant de devenir impératrice elle-même sous le nom de Wu Zetian. » Autre extrait : « Après la mort de Wu Zetian et la restauration de la dynastie des Tang, la Chine connut une longue période de prospérité et de stabilité »[15].

- Mao Zedong considérait Wu Zetian comme une gouvernante éclairée quant à la manière de gérer ses ministres et sa compréhension de la nature même de l’autorité politique[16].

Wu Zetian est également présente dans des œuvres de fictions, traditionnelles comme modernes.
- Parmi les « visages blancs » de l'Opéra chinois traditionnel, elle est représentée aux côtés de Cao Cao et de Wang Mang « l'usurpateur », soit deux figures de « traîtres » et de monarques connus pour être impitoyables.

- Dans Le Seigneur de la satisfaction parfaite, (titre original : Ruyijun zhuan)[17], conte érotique se déroulant dans un décor inspiré de fragments historiques et traduit en anglais par Charles R. Stone en 2003 ; l'auteur imagine une version fantasmée de l'impératrice qu'il dépeint comme démesurément active sexuellement. Focalisé exclusivement sur cet aspect de Wu Zetian, le livre contient de longues descriptions crues - entre le grotesque et l'érotisme, du fait de la caricature - s'attardent sur les rapports très fréquents et décrits comme « frénétiques » de la Wu Zetian de fiction, lui prêtant de véritables orgies. Dans cet imaginaire érotisé, un certain nombre d'éléments du règne de Wu Zetian devient liés à sa sexualité : par exemple, l’auteur anonyme originel du livre impute à l'appétit démesuré de l'impératrice la « dégénérescence énergétique » qui coûta la vie à son époux.

- Le livre Impératrice de Shan Sa, écrit en français en 2003 est une biographie fictive de Wu Zetian[18].

- Dans le roman fantastique « Les fleurs dans un miroir » de Li Ju Chen, l'action se déroule sous le règne de Wu Zetian, et emprunté donc quelques éléments historiques. Dans cette fiction, Wu Zetian commande aux fleurs. Exemple de mélange historico-fantastique : dans un passage du livre, l'impératrice ordonne à cent fleurs de s'épanouir par une nuit d'hiver vers l'an 700. Seules les pivoines restèrent sourdes à son appel, ce qui leur valut d'être bannies de Chang'an pour Luoyang, la capitale secondaire, dont elles sont devenues l'emblème.

- Le magistrat Di Renjie (狄仁傑, 630-700) qui fut popularisé comme détective sous le nom du « juge Ti » par les romans de Robert van Gulik (continués par Frédéric Lenormand), termina sa carrière comme ministre de Wu Zetian[19].
- Wu Zetian est le personnage jouable incarnant la civilisation chinoise dans le jeu de stratégie Civilization V[20].
- L'impératrice Wu est une Immortelle de classe légendaire dans le jeu sur application mobile Infinity Kingdom développé par l’éditeur Yoozoo Games[21].
- L'impératrice Wu est un commandant de rareté légendaire dans le jeu sur application mobile Rise of Kingdoms[22].
- La série de romans Iron Widow de Xiran Jay Zhao réimagine l'accès au pouvoir de l'impératrice, dans un univers de Young Adult avec des armures robotisées (mecha)[23].

#### Littérature
- Shan Sa, Impératrice, Albin Michel, 2003 (ISBN 978-2-226-14183-5) — Prix des Lecteurs du Livre de poche en 2005
- José Frèches, L'Impératrice de la Soie : Le Toit du Monde, t. 1, XO éditions, 2003
- José Frèches, L'Impératrice de la Soie : Les yeux de Bouddha, t. 2, XO éditions, 2003
- José Frèches, L'Impératrice de la Soie : L'usurpatrice, t. 3, XO éditions, 2003
- Wu Zetian, impératrice dans Pénélope Bagieu, Culottées 1 - Des femmes qui ne font que ce qu'elles veulent, Paris, Gallimard, 2016, 141 p. (ISBN 978-2-07-060138-7) (bande dessinée)
- Une biographie de Wu Zetian est incluse dans le Wu Shuang Pu (« Le livre des héros inégalés »), 1694.

#### Études historiques
- Danielle Elisseeff, La Femme au temps des empereurs de Chine, Paris, Éditions Stock, coll. « Le Livre de poche », 1988, 383 p. (ISBN 2-253-05285-X)
- Lin Yutang (trad. du chinois par Christine Barbier-Kontler), L'impératrice de Chine : roman, Paris, Éditions Philippe Picquier, 1990, 267 p. (ISBN 2-87730-189-3)
- Annette Motley, Le Pavillon des parfums verts, Belfond, 1988
- René Grousset, Histoire de la Chine, Fayard, 1942
- Encyclopædia Universalis - 1968
- (en) Charles R. Stone, The fountainhead of chinese : Lord of Perfect Satisfaction [« Ruyijun zhuan »], University of Hawaï press, 2003
- Anonyme (trad. Eugène Burnouf), Sutra du lotus, Paris, 1852
- (en) Eugene Yuejin, Shaping the Lotus Sutra : Buddhist visual culture in medieval China, University of Washington Press, 2005
- (en) Sherry J. Mou, Presence and presentation : women in the Chinese literati tradition, New York, St Martin Press, 1999
- (en) Quigyun Wu, Female rule in Chinese and English literary utopias, Syracuse (New York), Syracuse University Press, 1995
- (en) Barbara Benett Peterson, Notable women of China : Shang dynasty to the early twentieth century, Armonk & London, M.E. Sharpe, 1999
- (en) Xuezhi Guo, The ideal Chinese political leader : a historical and cultural perspective, 2002
- Keith Mc Mahon, Sexe et pouvoir à la cour de Chine, Les Belles lettres, 2016, traduit de l'anglais par Damien Chaussende.

### Filmographie
- La Reine diabolique, film hongkongais réalisé par Li Han-hsiang, le rôle étant interprété par Li Li-Hua, en compétition au festival de Cannes en 1963
- Détective Dee : Le Mystère de la flamme fantôme Tsui Hark, sorti en 2010, d’après le roman de Lin Qian-yu.
- « Le défilé frontalier sous l’assaut du vent Episode 06_TELEFILM（电视剧）_视频_央视网 ».
- The Empress of China, une série télévisée chinoise consacrée à sa vie.
- Wu Zetian, reine vengeresse de Fang Peilin (1939)

### Jeux vidéo
Wu Zetian est la dirigeante de l'empire chinois dans Civilization V et Civilization VI (via un DLC sorti le 19 janvier 2023).